# سلطنة شوا
سلطنة شوا (1063-1279) هي سلطنة إسلامية كانت تقع في جزء من الهضبة الوسطى للحبشة شرقى النيل الأزرق، والتي تقع بالقرب منها مدينة أديس أبابا.
انتهت هذه السلطنة بعد أن دامت أربعة قرون على يد سلطنة عفت بعد سلسلة من الحروب الأهلية التي سادتها وتطلع الأحباش إلى الاستيلاء عليها.